# Championnats du monde d'aviron 2019
Navigation
Plovdiv 2018 Račice 2022
Les Championnats du monde d'aviron 2019, quarante-neuvième édition des championnats du monde d'aviron, ont lieu du 25 août au 1er septembre 2019 à Ottensheim, en Autriche. La ville organisatrice a été désignée début septembre 2015 après les championnats du monde d'aviron 2015.
L'événement détermine la majorité des qualifiés pour les compétitions d'aviron aux Jeux olympiques et paralympiques d'été de 2020 à Tokyo, au Japon,.
Le 22 août, trois jours avant le début des championnats, le rameur biélorusse Dzmitry Ryshkevich est mort après avoir chaviré au cours d'une session d'entrainement. Il était prévu qu'il participe au PR1M1x à ses troisièmes championnats consécutifs.

## Résultats
- Catégories non-olympiques

### Hommes
| Épreuves                           | Or | Or            | Argent | Argent        | Bronze | Bronze        |
| ---------------------------------- | --- | ------------- | --- | ------------- | --- | ------------- |
| Skiff M1x                          | Oliver Zeidler | 6 min 44 s 55 | Sverri Sandberg Nielsen | 6 min 44s 58  | Kjetil Borch | 6 min 44 s 84 |
| Deux de couple M2x                 | Chine Liu Zhiyu Zhang Liang | 6 min 05 s 68 | Irlande Philip Doyle Ronan Byrne | 6 min 06 s 25 | Pologne Mirosław Ziętarski Mateusz Biskup | 6 min 07 s 87 |
| Quatre de couple M4x               | Pays-Bas Dirk Uittenbogaard Abe Wiersma Tone Wieten Koen Metsemakers                                                                                          | 5 min 51 s 75 | Pologne Dominik Czaja Wiktor Chabel Szymon Pośnik Fabian Barański                                                                            | 5 min 55 s 59 | Italie Filippo Mondelli Andrea Panizza Luca Rambaldi Giacomo Gentili                                                                             | 5 min 56 s 11 |
| Deux de pointe M2−                 | Croatie Martin Sinković Valent Sinković | 6 min 42 s 28 | Nouvelle-Zélande Thomas Murray Michael Brake                                                                                                 | 6 min 45 s 47 | Australie Sam Hardy Joshua Hicks | 6 min 51 s 81 |
| Quatre de pointe M4−               | Pologne Mateusz Wilangowski Mikołaj Burda Marcin Brzeziński Michał Szpakowski                                                                                 | 6 min 09 s 86 | Roumanie Mihăiță Vasile Țigănescu Mugurel Semciuc Ștefan Constantin Berariu Cosmin Pascari                                                   | 6 min 11 s 41 | Grande-Bretagne Matthew Rossiter Oliver Cook Rory Gibbs Sholto Carnegie                                                                          | 6 min 11 s 71 |
| Huit M8+                           | Allemagne Johannes Weißenfeld Laurits Follert Christopher Reinhardt Torben Johannesen Jakob Schneider Malte Jakschik Richard Schmidt Hannes Ocik Martin Sauer | 5 min 19 s 41 | Pays-Bas Bjorn van den Ende Ruben Knab Jasper Tissen Simon van Dorp Maarten Hurkmans Bram Schwarz Mechiel Versluis Robert Lücken Aranka Kops | 5 min 19 s 96 | Grande-Bretagne Thomas George James Rudkin Josh Bugajski Moe Sbihi Jacob Dawson Oliver Wynne-Griffith Matthew Tarrant Thomas Ford Henry Fieldman | 5 min 22 s 35 |
| Skiff poids légers LM1x            | Martino Goretti | 6 min 59 s 48 | Péter Galambos | 7 min 2 s 37  | Sean Murphy | 7 min 4 s 55  |
| Deux de couple poids légers LM2x   | Irlande Fintan McCarthy Paul O'Donovan | 6 min 37 s 28 | Italie Stefano Oppo Pietro Ruta | 6 min 39 s 71 | Allemagne Jonathan Rommelmann Jason Osborne | 6 min 41 s 07 |
| Quatre de couple poids légers LM4x | Chine Zhang Zhiyuan Chen Sensen Lü Fanpu Zeng Tao | 5 min 53 s 63 | Italie Lorenzo Fontana Alfonso Scalzone Catello Amarante II Gabriel Soares                                                                   | 5 min 55 s 1  | Pays-Bas Damion Eigenberg David Kampman Ward van Zeijl Bart Lukkes                                                                               | 5 min 56 s 6  |
| Deux de pointe poids légers LM2−   | Italie Giuseppe Di Mare Raffaele Serio | 6 min 37 s 75 | Russie Nikita Bolozin Maksim Telitcyn | 6 min 42 s 7  | Brésil Vangelys Reinke Emanuel Dantas | 6 min 45 s 28 |

### Femmes
| Épreuves                           | Or | Or            | Argent | Argent        | Bronze | Bronze        |
| ---------------------------------- | --- | ------------- | --- | ------------- | --- | ------------- |
| Skiff W1x                          | Sanita Pušpure | 7 min 17 s 14 | Emma Twigg | 7 min 20 s 56 | Kara Kohler | 7 min 22 s 21 |
| Deux de couple W2x                 | Nouvelle-Zélande Brooke Donoghue Olivia Loe | 6 min 47 s 17 | Roumanie Nicoleta-Ancuța Bodnar Simona Radiș                                                                                                 | 6 min 48 s 55 | Pays-Bas Roos de Jong Lisa Scheenaard | 6 min 49 s 22 |
| Quatre de couple W4x               | Chine Chen Yunxia Zhang Ling Lü Yang Cui Xiaotong                                                                                              | 6 min 34 s 65 | Pologne Agnieszka Kobus Marta Wieliczko Maria Springwald Katarzyna Zillmann                                                                  | 6 min 36 s 59 | Pays-Bas Olivia van Rooijen Inge Janssen Sophie Souwer Nicole Beukers                                                                     | 6 min 36 s 62 |
| Deux de pointe W2−                 | Nouvelle-Zélande Grace Prendergast Kerri Gowler                                                                                                | 7 min 21 s 35 | Australie Jessica Morrison Annabelle McIntyre                                                                                                | 7 min 23 s 62 | Canada Caileigh Filmer Hillary Janssens                                                                                                   | 7 min 26 s 52 |
| Quatre de pointe W4−               | Australie Olympia Aldersey Katrina Werry Sarah Hawe Lucy Stephan                                                                               | 6 min 43 s 45 | Pays-Bas Ellen Hogerwerf Karolien Florijn Ymkje Clevering Veronique Meester                                                                  | 6 min 45 s 55 | Danemark Ida Jacobsen Frida Sanggaard Nielsen Hedvig Rasmussen Christina Johansen                                                         | 6 min 47 s 84 |
| Huit W8+                           | Nouvelle-Zélande Ella Greenslade Emma Dyke Lucy Spoors Kelsey Bevan Grace Prendergast Kerri Gowler Elizabeth Ross Jackie Gowler Caleb Shepherd | 5 min 56 s 91 | Australie Leah Saunders Jacinta Edmunds Bronwyn Cox Georgina Rowe Rosemary Popa Annabelle McIntyre Jessica Morrison Molly Goodman James Rook | 5 min 59 s 63 | États-Unis Felice Mueller Kristine O'Brien Meghan Musnicki Dana Moffat Olivia Coffey Emily Regan Gia Doonan Erin Reelick Katelin Guregian | 6 min 01 s 93 |
| Skiff poids légers LW1x            | Marie-Louise Dräger | 7 min 43 s 98 | Chiaki Tomita | 7 min 47 s 28 | Madeleine Arlett | 7 min 49 s 82 |
| Deux de couple poids légers LW2x   | Nouvelle-Zélande Zoe McBride Jackie Kiddle | 7 min 15 s 32 | Pays-Bas Marieke Keijser Ilse Paulis | 7 min 19 s 51 | Grande-Bretagne Emily Craig Imogen Grant                                                                                                  | 7 min 21 s 38 |
| Deux de pointe poids légers LW2−   | États-Unis Margaret Bertasi Cara Stawicki | 7 min 32 s 64 | Italie Sofia Tangehtti Maria Ludovica Costa                                                                                                  | 7 min 34 s 20 | Allemagne Janika Kölblin Marie-Christine Gerhardt                                                                                         | 7 min 37 s 72 |
| Quatre de couple poids légers LW4x | Italie Giulia Mignemi Greta Martinelli Silvia Crosio Arianna Noseda                                                                            | 6 min 34 s    | Chine Cheng Mengyin Wu Qiang Chen Fang Yuan Xiaoyu                                                                                           | 6 min 36 s 31 | Allemagne Fini Sturm Vera Spanke Leonie Pieper Leonie Pless                                                                               | 6 min 37 s 72 |

### Para-canoë

#### Mixte
| Épreuves  | Or                                                                                       | Or            | Argent                                                                           | Argent        | Bronze                                                                               | Bronze        |
| --------- | ---------------------------------------------------------------------------------------- | ------------- | -------------------------------------------------------------------------------- | ------------- | ------------------------------------------------------------------------------------ | ------------- |
| PR2 Mix2x | Grande-Bretagne Lauren Rowles Laurence Whiteley                                          | 8 min 34 s 95 | Pays-Bas Annika van der Meer Corne de Koning                                     | 8 min 37 s 78 | France Perle Bouge Christophe Lavigne                                                | 9 min 02 s 60 |
| PR3 Mix2x | Russie Valentina Zhagot Evgenii Borisov                                                  | 7 min 48 s 32 | Autriche Johanna Beyer David Erkinger                                            | 8 min 01 s 12 | États-Unis Joshua Boissoneau Pearl Outlaw                                            | 8 min 17 s 51 |
| PR3 Mix4+ | Grande-Bretagne Ellen Buttrick Giedrė Rakauskaitė James Fox Oliver Stanhope Erin Kennedy | 7 min 09 s 54 | États-Unis Allie Reilly Charley Nordin John Tanguay Danielle Hansen Karen Petrik | 7 min 21 s 61 | Italie Cristina Scazzosi Alessandro Brancato Lorenzo Bernard Greta Muti Lorena Fuina | 7 min 29 s 34 |